# جوليا راندال
جوليا راندال (بالإنجليزية: Julia Randall)‏ هي كاتِبة وشاعرة أمريكية، ولدت في 1924، وتوفيت في 2005.